# Льок-Ізвож
Льок-Ізво́ж або Льок-Із-Вож або Лек'їзво́ж (рос. Лёк-Извож, Лёк-Из-Вож, Лекъизвож) — річка в Республіці Комі, Росія, ліва притока річки Ілич, правої притоки річки Печора. Протікає територією Троїцько-Печорського району.
Річка протікає на північний схід, північний захід, північ, північний схід та північ.